# Pantolesta
I pantolesti (Pantolesta) sono un sottordine (o forse un ordine) di mammiferi arcaici, vissuti tra il Paleocene e l'Oligocene (60 – 35 milioni di anni fa).

## False lontre
Generalmente, i pantolesti potevano ricordare piccole lontre: il corpo era allungato e snello, le zampe corte e dotate di artigli, la coda era molto lunga e muscolosa. Le caratteristiche, quindi, fanno pensare ad animali nuotatori. Il cranio, generalmente, era fornito di una dentatura formidabile i cui molari erano enormi e dotati di alte cuspidi. In passato i pantolesti erano stati avvicinati agli insettivori, ma ora si pensa che le caratteristiche che li accomunano (principalmente nel cranio) siano solo superficiali.

## Classificazione
I pantolesti sono ritenuti essere un gruppo arcaico di mammiferi relativamente specializzati, sviluppatisi appena dopo la scomparsa dei dinosauri e adattatisi all'ambiente acquatico. Le parentele di questi animali vanno forse ricercate nel grande gruppo dei cimolesti (Cimolesta), i cui rappresentanti attuali sono i soli pangolini. I pantolesti si diffusero nel corso del Paleocene e dell'Eocene in Nordamerica e in Europa. Alcuni rappresentanti sono noti in Asia (Gobipithecus); la famiglia degli ptolemaiidi (Ptolemaiidae), annoverante esclusivamente forme tardive dell'Eocene superiore e Oligocene del Nordafrica, è ora inclusa in un ordine a sé stante, quello degli Ptolemaiida. 

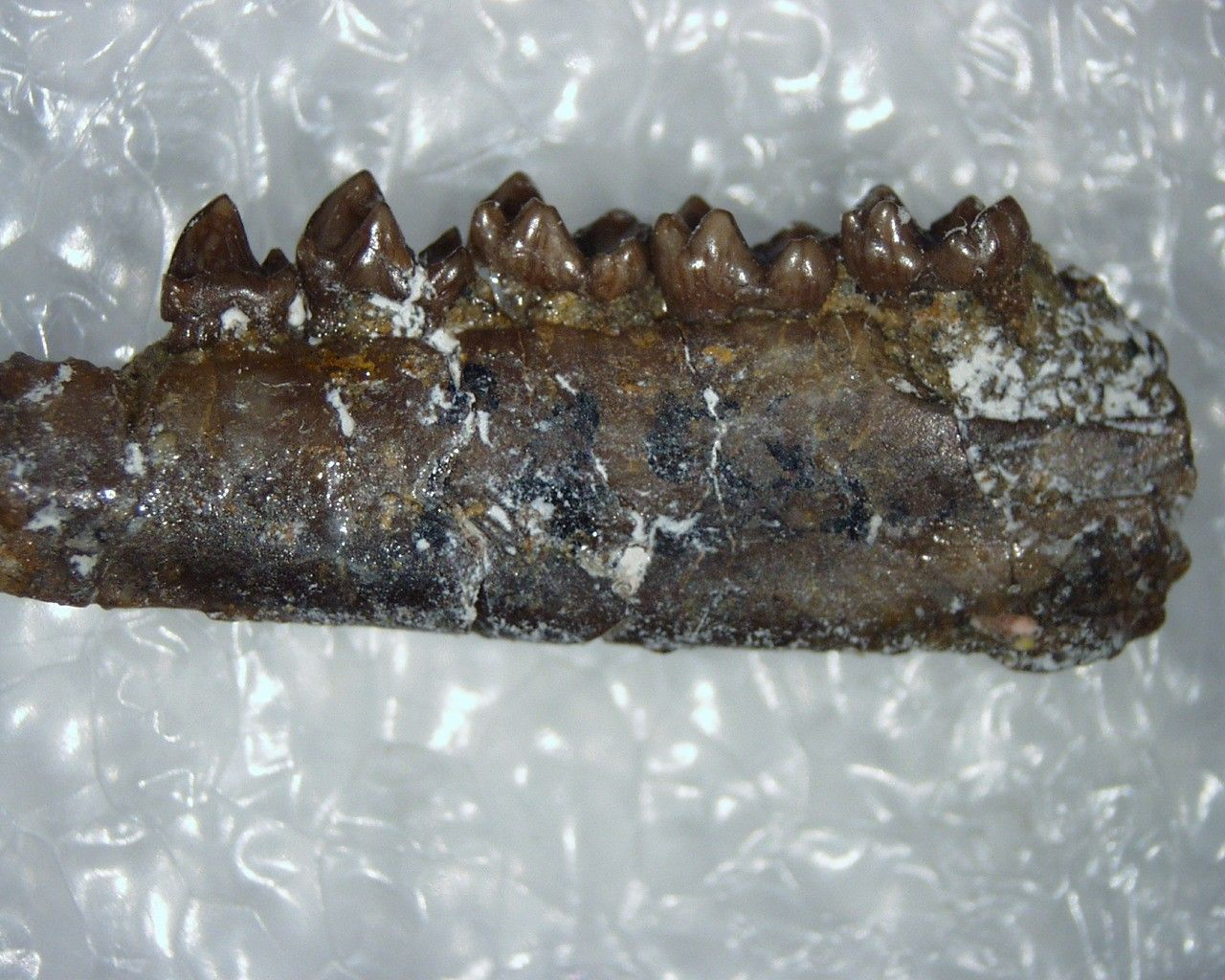
Mandibola di Bisonalveus browni

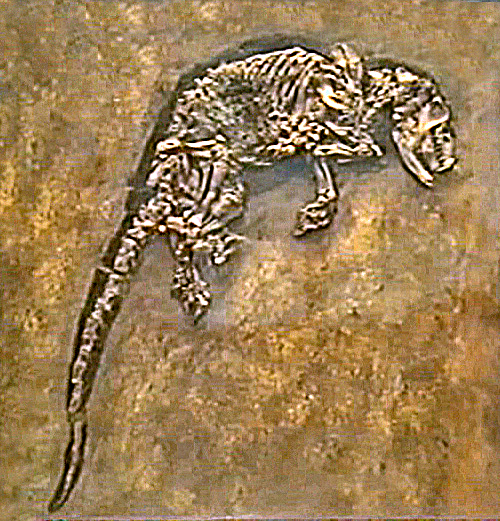
Scheletro di Buxolestes minor

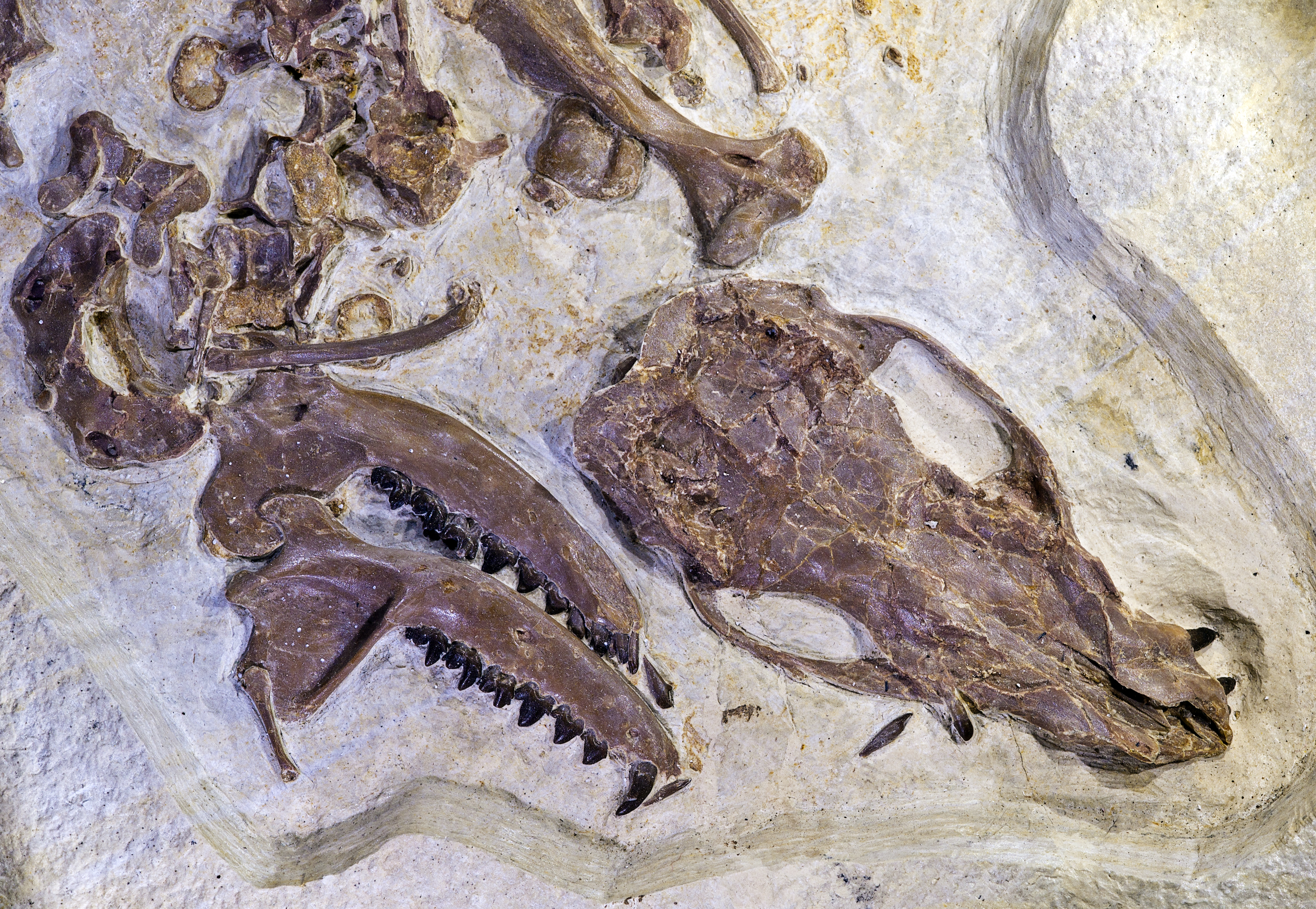
Cranio e mandibola di Palaeosinopa didelphoides

†Pantolesta
†Pentacodontidae ?
Amaramnis
Aphronorus
Bisonalveus
Coriphagus
Eurolestes
Pentacodon
†Pantolestidae
Bessoecetor
Bogbia
Bouffinomus
Buxolestes
Chadronia
Galethylax
Oboia
Palaeosinopa
Pagonomus
Pantolestes
Thelysia
Todralestes
†Dyspternidae
Cryptopithecus
Dyspterna
Gobiopithecus
Kochictis

## Paleoecologia
La dieta dei pantolesti doveva essere a base di pesci: un fossile perfettamente conservato di Buxolestes rinvenuto a Messel contiene al suo interno resti di pesci. Altri fossili interessanti appartengono al genere Palaeosinopa, un bellissimo esemplare del quale è stato ritrovato nei terreni nordamericani della formazione del Green River.